# Klosterbergestraße 24

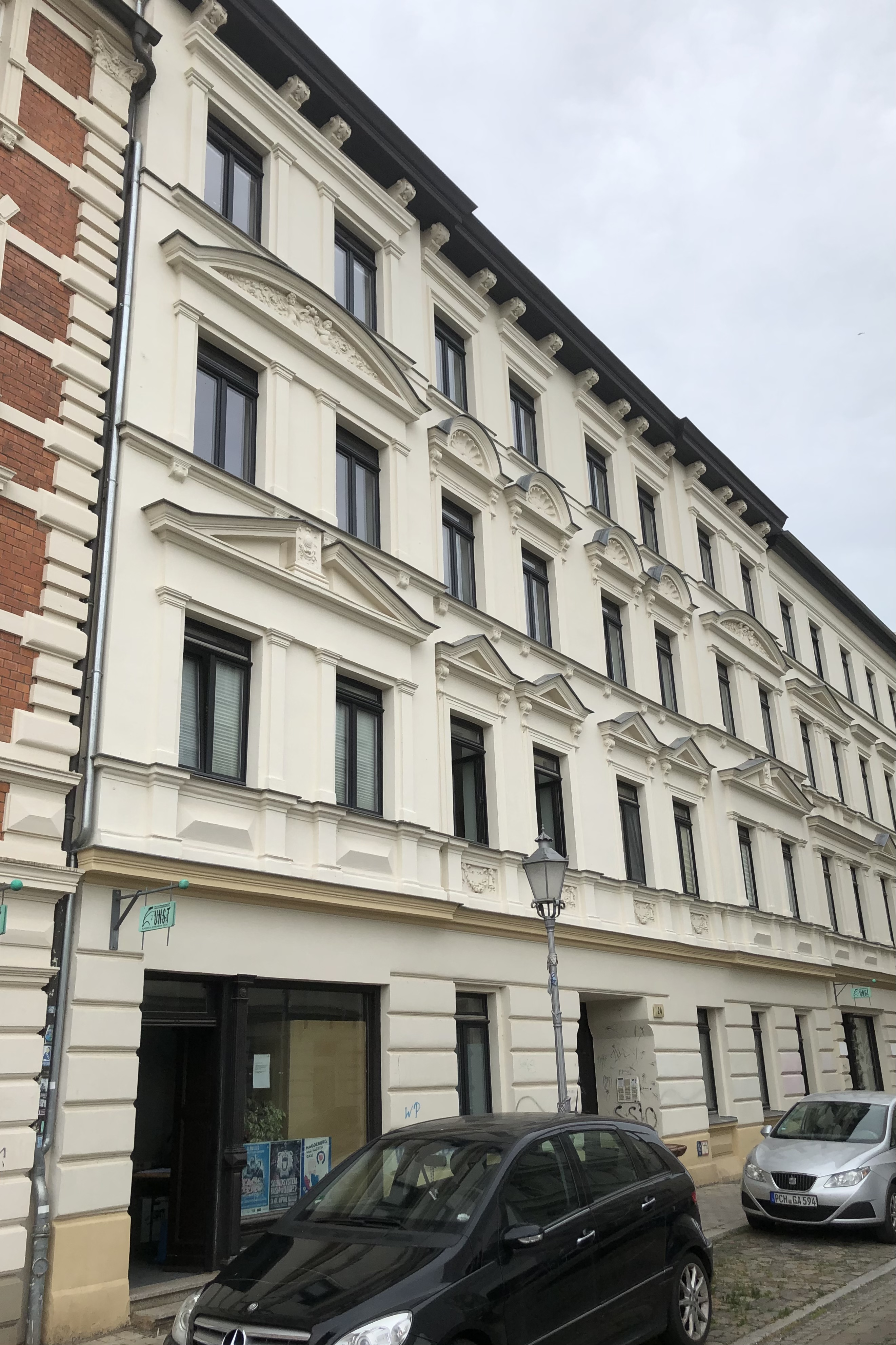
Klosterbergestraße 24 im Jahr 2021

Das Haus Klosterbergestraße 24 ist ein denkmalgeschütztes Wohnhaus in Magdeburg in Sachsen-Anhalt.

## Lage
Es befindet sich auf der Westseite der Klosterbergestraße im Magdeburger Stadtteil Buckau. Nördlich grenzt das gleichfalls denkmalgeschützte Haus Klosterbergestraße 22, südlich das Gebäude Klosterbergestraße 26 an. Zugleich gehört das Haus zum Denkmalbereich der Klosterbergestraße.

## Architektur und Geschichte
Der viergeschossige Bau entstand im Jahr 1887 für den Maurermeister Friedrich Mollberg. Bei der Bauausführung war der Maurermeister Ernst Reppin beteiligt. Die verputzte symmetrische achtachsige Fassade ist im Stil des Neobarocks gestaltet. Jeweils die beiden äußersten Achsen treten als flache Risalite hervor. Am Erdgeschoss befinden sich Bandrustika. Oberhalb der Fensteröffnungen befinden sich im ersten Obergeschoss Dreiecksgiebel, im zweiten Segmentbögen, wobei die Fensterachsen der Risalite jeweils durch gesprengte entsprechende Giebel zusammengefasst sind. Unterhalb der Segmentbögen der Risalite befinden sich jeweils zwei Putten, die ein Emblem halten. Beiderseits der Putten sind Akanthusranken als Verzierungen angebracht. Im Brüstungsbereich des ersten Obergeschosses befinden sich Diamantquader und Festons. 
Das Dach des Gebäudes kragt etwas vor und ruht auf Konsolen. Zum Komplex gehören zwei Seitenhäuser und ein Hinterhaus.
Im örtlichen Denkmalverzeichnis ist das Wohnhaus unter der Erfassungsnummer 094 17843 als Baudenkmal verzeichnet.
Das Haus ist ein Beispiel für ein historistisches Mehrfamilienhaus der Gründerzeit und ist ein das Straßenbild prägender Teil einer geschlossen erhaltenen Straßenzeile dieser Bauzeit. 